# La Confession d’Alice
La Confession d’Alice (titre original : When Alice Told Her Soul) est une nouvelle de l'écrivain américain Jack London, publiée, après sa mort, aux États-Unis en 1918.

## Historique
La nouvelle, l'avant-dernière de Jack London, est publiée initialement dans le Cosmopolitan (magazine) en mars 1918, avant d'être reprise dans le recueil On the Makaloa Mat en septembre 1919.

## Résumé
À Honolulu, Abel Ah Yo, un prédicateur pentecôtiste, organise des assemblées « où l'on se libérait du péché et des maladies de l'âme, où les pécheurs étaient soulagés de leur fardeau et retrouvaient la légèreté, la joie et la santé spirituelle. »

Mais Alice Akana, ancienne maîtresse de la maison de la hula, n'est pas libérée. Pour Abel Ah Yo, la seule solution est de confesser devant Dieu et l'assemblée « les mauvaises actions commises avec les amis du bon vieux temps ». Les notables et les sommités du lieu se font du souci...

## Éditions

### Éditions en anglais
- When Alice Told Her Soul, dans le Cosmopolitan (magazine), périodique, mars 1918.
- When Alice Told Her Soul, dans le recueil On the Makaloa Mat, New York ,The Macmillan Co, septembre 1919.

### Traductions en français
- La Confession d’Alice, traduction probable de Louis Postif, en 1939-1940.
- La Confession d’Alice, traduction de Louis Postif, in Histoires des îles, recueil, U.G.E., 1975.
- Quand Alice se confessa, traduit par Aurélie Guillain, Gallimard, 2016[2].

## Source
- « Bibliographie de Jack London », sur jack-london.fr (consulté le 20 février 2024)